# مجمل الحسابات الحكومية
مجمل الحسابات الحكومية (WGA) هو مشروع للشفافية والمساءلة خاص بوزارة الاقتصاد والمالية في المملكة المتحدة. ويهدف المشروع إلى توفير المزيد من البيانات الكاملة للتخطيط المالي من خلال إعداد بيانات مالية موحدة. وتخضع الحسابات للمراجعة المستقلة من قِبل المراقب والمراجع العام.

## معلومات تاريخية
نشرت وزارة الاقتصاد والمالية في بادئ الأمر دراسة شاملة لمجمل الحسابات الحكومية في يوليو 1998. وكان من المقرر نشر المجموعة الأولى من الحسابات الخاصة بالسنة المنتهية في 31 مارس 2010. ويتم تحضير مجمل الحسابات الحكومية بموجب المواد من 9 إلى 11 من قانون الموارد والحسابات الحكومية لعام 2000. ويتم إعداد مجمل الحسابات الحكومية لكامل القطاع العام البريطاني (الحكومة المركزية والحكومة المحلية والصحة والمؤسسات العامة). ويتم إعداد مجمل الحسابات الحكومية بموجب المعايير الدولية للتقارير المالية.

## نتائج السنة المالية 2010
تم نشر مجمل الحسابات الحكومية للسنة المنتهية في 31 مارس 2010 في 29 نوفمبر 2011. وتُعتبر أولى المجموعات على الإطلاق من البيانات المالية التي تمت مراجعتها للقطاع العام في المملكة المتحدة. وقد ضم مجمل الحسابات الحكومية للسنة المالية 2009-2010، لأول مرة، معلومات مالية تمت مراجعتها من الحكومة المركزية والحكومة المحلية وخدمة الصحة الوطنية والمؤسسات العامة في المملكة المتحدة. وهذا النظام يوضح عددًا من المقاييس التي كان من الصعب سابقًا حسابها مثل صافي المطلوبات التقاعدية للخدمة العامة والتزامات الحكومة في إطار عقود مبادرة التمويل الخاص (PFI) وإجمالي المخصصات والمطلوبات الطارئة. وعلى وجه الخصوص، يتضمن الحساب:
```
- بيانًا موحدًا للإيرادات والنفقات؛ 
- بيانًا موحدًا للمركز المالي، يبين أصول ومطلوبات القطاع العام؛ 
- بيان التدفقات النقدية الموحد؛ 
- بيانًا حول الرقابة الداخلية.
```

ونظرًا لأن هذا هو العام الأول الذي يتم فيه نشر مجمل الحسابات الحكومية، فليست هناك بيانات تاريخية للمقارنة بينها. وبمرور الوقت، سوف تتيح المنشورات السنوية لمجمل الحسابات الحكومية للمستخدم تكوين صورة واضحة ومتناسقة للاتجاهات والتغيرات في المركز المالي للحكومة. كما يتيح مجمل الحسابات الحكومية أيضًا إجراء مقارنات دولية للميزانيات العمومية المالية المطلوب إعدادها، شريطة إعداد حسابات الدول الأخرى على أساس مماثل.
الحسابات متاحة على الموقع البريطاني لوزارة الخزانة البريطانية: http://www.hm-treasury.gov.uk/wga.

## تقرير المراجعة الحسابية
يخضع حساب مجمل الحسابات الحكومية للتدقيق من قِبل المراقب والمراجع العام.
وقد قام المراقب والمراجع العام بمراجعة مجمل الحسابات الحكومية لعام 2009-2010 واستنتج ما يلي:
"في رأيي، باستثناء الآثار المترتبة على المسائل المذكورة في الفقرات المتعلقة بالأسس التي ينبني عليها الرأي المؤهل والواردة أعلاه:
- البيانات المالية تعطي صورة صادقة وعادلة لحالة شؤون مجمل الحسابات الحكومية كما في 31 مارس 2010 وصافي العجز والتغيرات في حقوق دافعي الضرائب والتدفقات النقدية للسنة المنتهية في ذلك التاريخ؛
- تم إعداد البيانات المالية بشكل صحيح وفقًا لقانون الموارد والحسابات الحكومية لسنة 2000."

يُتاح تقرير المراقب والمراجع العام بشأن حساب مجمل الحسابات الحكومية لسنة 2009-2010 على الموقع الإلكتروني لمكتب التدقيق الوطني: http://www.nao.org.uk/publications/1012/wga_2009-10.aspx.

## وصلات خارجية
- HM Treasury - Whole of Government Accounts
- List of bodies to which WGA applies (2009 Designation Order)
- ACCA Report on WGA implementation
- Atkinson Report on Government Output and Productivity